# Réaction de Barfoed

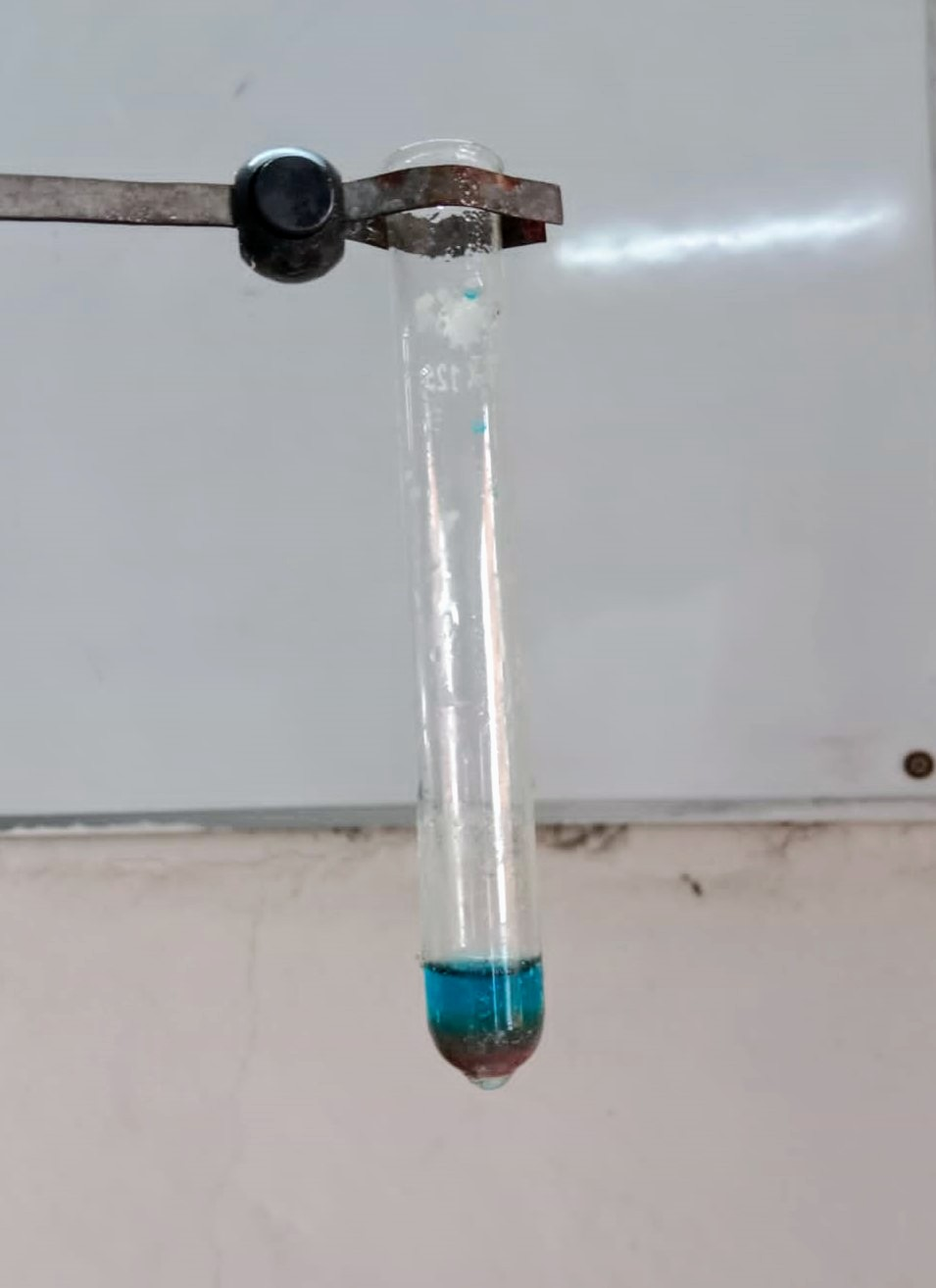
Résultat positif au Réaction de Barfoed.

La réaction de Barfoed est un test chimique permettant de mettre en évidence la présence d'oses, c'est-à-dire de monomères de sucres comme le glucose, le fructose ou le galactose, par rapport aux oligosaccharides et aux polysaccharides comme le saccharose, le lactose ou l'amidon. Elle a été mise au point par le chimiste danois Christen Thomsen Barfoed (en) et publiée en 1873. Elle est semblable dans son principe à la réaction de Fehling, mais cette dernière se déroule en milieu basique tandis que la réaction de Barfoed se déroule en milieu acide.
La liqueur de Barfoed est composée en général de 0,33 mol L−1 d'acétate de cuivre Cu(CH3COO)2 dans une solution aqueuse d'acide acétique CH3COOH à 1 %. La réaction avec les sucres réducteurs repose sur la réduction de l'acétate de cuivre en oxyde cuivreux Cu2O, lequel forme, après chauffage pendant quelques minutes en présence d'oses, un précipité de couleur rouge brique aisément repérable (c'est la couleur de la cuprite) : 
R–CHO + 2 Cu2+ + 2 H2O → R–COOH + Cu2O ↓ + 4 H+.
Les diholosides réagissent également, mais uniquement après ébullition prolongée, ce qui permet de les distinguer des oses. 